# 平田貴之
平田 貴之（ひらた たかゆき、1981年10月10日 - ）は、日本の俳優、モデル。元ヒラタオフィス所属。身長177cm B88 W74 H90 足のサイズは26cm。2025年現在はフリーとなりTEAM 6gを中心とした劇団の公演などにも参加している。

## 人物
- 愛知県豊橋市出身。桜丘高等学校、愛知大学経済学部卒業。
- 趣味・特技は、スポーツ（野球、ボウリング)と歌。
- 特技を活かし、元中日ドラゴンズコーチ高代延博の野球教室（DVD）にも出演している。

## 出演

### 映画
- ひゃくはち〜われら補欠　夢と煩悩のかたまり〜（2008年ファントム・フイルム） - レギュラー投手 桜井役
- 短編映画「A MAN」（2014年　※アドフェスト2014 最優秀作品）
- 東京PRウーマン(2015年）
- ヒノマルソウル〜舞台裏の英雄たち〜（2021年）

### テレビ
- オーダーメイド（2004年、NHK） - 楠広(回想) 役
- ことぶきウォーズ（2004年、CBCテレビ） - 年男役
- 冗談でしょッ!離婚予定日 （2004年、CBCテレビ） - プランタンウエイター 役
- 永遠の恋物語〜マリリンモンローと別れる方法〜（2004年、テレビ朝日）
- 父に奏でるメロディー（2005年、NHKBS-hi）
- ママ!アイラブユー(2005年、CBCテレビ） - バーテン 役
- 湯けむりウォーズ（2005年、CBCテレビ） - 伊藤祐介役
- 中学生日記（2006年、NHK教育テレビ）
- 役者魂（2006年、フジテレビ）
- 絶対彼氏（2008年、フジテレビ） - 第5話
- 東京少女瓜生美咲 #1「東京タワー」（2008年、BS-i） - 長尾竜太 役
- 恋のから騒ぎスペシャル「尽くす女」（2009年、日本テレビ）水島役
- わたしが子どもだったころ　小澤征爾編（2009年、NHK-BS）小澤克己 役
- 離婚同居（2009年、NHK） - 第3話、第4話
- のぞき穴 飯塚健監督　第5話「再会」（2012年11月20日配信、BeeTV）
- ルーズヴェルト・ゲーム 第1話(2014年、TBS）
- 20代の自殺(2014年9月、NHK「ハートネットTV」)
- 男と女のミステリー時代劇 12話　仙吉 役（2016年、BSジャパン）
- 仮面ライダーゼロワン 第26話・第27話（2020年3月8日・15日、テレビ朝日） - 穂村隊副隊長 役
- おじさんはカワイイものがお好き。第3話（2020年8月27日、読売テレビ）

### 舞台
- ミュージカルファンタジー「LOVE2008」（2008年）
- 東京タワーエンタメ祭「兄帰る」（2011年）
- ミュージカル「CHANCE」（2012年）
- TEAM 6g「YELL!」（2013年）
- TEAM 6g「SHABoooN」（2013年）
- 第26回池袋演劇祭参加作品　TEAM 6g「星灯り」（2014年）
- TEAM 6g「美しい日々」（2015年）
- TEAM 6g「if」（2016年）
- TEAM 6g「Melody」（2017年）

### DVD
- TEAM高代野球部(2009年）

### CD
- 昭和ポップスカバー第5弾「昭和Vol.5」（オムニバスCD / 2006年、インプレッションミュージックエンタテインメント) LongRoad

### CM
- コムウェル
- 洋服の青山
- ミツカン
- 日興コーディアル証券
- トヨタ自動車
- 吉野家
- 日本生命
- 花王
- ハウス食品
- 三菱自動車
- 日本航空
- 富士通
- セブンイレブン
- ジョンソン&ジョンソン